# گادفری رجیو
گادفری رجیو یک کارگردان فیلم‌های مستند اهل ایالات متحده آمریکا است.

## فیلم‌شناسی
| سال  | نام فیلم                        | کارگردانی | نویسندگی | تهیه‌کننده | یادداشت                                    |
| ---- | ------------------------------- | --------- | -------- | --------- | ------------------------------------------ |
| ۱۹۸۲ | کویانیس کاتسی: زندگی بدون توازن | آری       | آری      | آری       | موسوم به کویانیس کاتسی: زندگی بدون توازن   |
| ۱۹۸۸ | پواکوساتسی                      | آری       | آری      | آری       | موسوم به پواکوساتسی:زندگی در تحول          |
| ۱۹۸۹ | پارک پاتریشیا                   | آری       |          |           | سانگ‌لاینز (ویدیو آلفاویل) بخش ویدیو؛ کوتاه |
| ۱۹۹۲ | انیما موندی                     | آری       | آری      |           | موسوم به روح جهان؛ کوتاه                   |
| ۱۹۹۲ | سرنوشت عجیب و غریب بودن         |           |          | آری       | کوتاه                                      |
| ۱۹۹۵ | شواهد و مدارک                   | آری       |          |           | کوتاه                                      |
| ۲۰۰۲ | ناکویی‌کاتسی                     | آری       | آری      | آری       | معروف به ناکویی‌کاتسی:زندگی به‌عنوان جنگ     |
| ۲۰۱۳ | بازدیدکنندگان                   | آری       | آری      | آری       |                                            |
| ۲۰۱۸ | بیدار                           |           |          | اجرایی    |                                            |